# Pseudbarydia elipha
Pseudbarydia elipha är en fjärilsart som beskrevs av William Schaus 1940. Pseudbarydia elipha ingår i släktet Pseudbarydia och familjen nattflyn. Inga underarter finns listade i Catalogue of Life.